# Gametis incongrua
Gametis incongrua är en skalbaggsart som beskrevs av Oliver Erichson Janson 1878. Gametis incongrua ingår i släktet Gametis och familjen Cetoniidae. Inga underarter finns listade i Catalogue of Life.